# Championnats d'Europe d'haltérophilie 1913
Navigation
Édition précédente Édition suivante
Les championnats d'Europe d'haltérophilie 1913, dix-septième édition des championnats d'Europe d'haltérophilie, ont eu lieu en 1913 à Brno, en Autriche-Hongrie.